# Mutant (Vol. 2)
Mutant (Vol. 2) è il quinto album in studio del gruppo musicale statunitense Twiztid, pubblicato nel 2005.

## Tracce
1. The Transformation of a New Civilization
2. Get Off of Me!
3. Stardust
4. Familiar
5. Madness
6. Fuck U Part 2
7. Jenny's a Fat Bitch (Madrox, Rich)
8. Fantasy
9. Who Am I?
10. The Truth Will Set You Free
11. Respirator
12. Triple Threat (Triple Threat)
13. Starve Your Fear
14. Manakin (feat. Violent J)
15. Note 2 Self